# Warsaw (Illinois)
Warsaw est une ville du comté de Hancock, dans l'Illinois. La population était de 1 793 habitants au recensement de 2000. Cette ville est notamment connue pour son centre historique et la Warsaw Brewery, brasserie qui a ouvert en 1861.

## Histoire
La ville de Warsaw a été fondée en 1814, quand le jeune commandant Zachary Taylor fonda le Fort Johnson sur la rive est du fleuve Mississippi, au confluent de la rivière Des Moines. Ce fort n'a été occupé que quelques semaines, avant de brûler. En 1815, un autre camp militaire, Fort Edwards, fut construit dans les environs.
Warsaw devint une localité importante dans la traite des fourrures, et l'une des premières pour l'établissement des Américains venus d'Europe dans l'Est de l'Illinois.
Durant les années 1840, Warsaw était un des centres d'opposition aux mormons de Nauvoo. Ceci est principalement dû à la publication au même moment, par Thomas Sharp, du Warsaw Signal, journal anti-mormon. Les Saints en ce temps-là tentèrent de s'établir à Warren, situé juste au Sud de Warsaw. En 1841, Willard Richards s'installa à Warsaw pour superviser les installations à Warren, mais à cause de l'hostilité vive créée par Sharp, et d'autres problèmes, les mormons abandonnèrent leur établissement en 1842.
La ville est remarquable pour son centre-ville historique très bien préservé, avec un certain nombre de magasins anciens. Fondée par des immigrants allemands, la brasserie Warsaw Brewery ouvrit en 1861, pour ne fermer qu'en 1971, après plus d'un siècle de service. L'établissement fut ensuite rénové, et rouvrit en 2006, devenant un bar-restaurant.

## Démographie
D'après le recensement de 2000, la commune accueille 1 793 habitants, soit environ 500 familles y résidant.
La répartition ethnique de la population est la suivante :
- 98,77 % de caucasiens ;
- 0,89 % d'hispaniques ;
- 0,17 % d'indiens d'Amérique ;
- 0,17 % d'originaires du Pacifique ;
- 0,11 % d'afro-américains ;
- 0,06 % d'autres origines ;

À noter que 0,73 % ont des origines dans deux groupes ou plus, parmi ceux cités ci-dessus.
Parmi les habitations recensées, 726 au total, 32,5 % abritent quelqu'un de moins de 18 ans, 58,0 % un couple marié, 8,5 % une femme maitresse de maison, 31,1 % des personnes seules, 15,2 % une personne âgée de 65 ans ou plus. En moyenne, ces logements abritent 2,47 habitants, 3,02 lorsqu'il s'agit de famille.
27,4 % ont été construites par des particuliers.
La répartition par âge de la population est la suivante :
- 26,0 % pour les moins de 18 ans ;
- 7,7 % pour les 18-24 ans ;
- 25,8 % pour les 25-44 ans ;
- 24,8 % pour les 45-64 ans ;
- 15,6 % pour les 65 ans ou plus ;

L'âge médian est de 39 ans. 
Pour 100 femmes, on retrouve 98,1 hommes (ce nombre passe à 95,3 pour les plus de 18 ans).
Le revenu moyen par foyer est de 35 000 $ et le revenu médian de 39 808 $. Les hommes gagnent en moyenne 29 770 $, contre 20 039 $ pour les femmes. Le revenu par tête de la commune est de 18 279 $. 6,4 % des familles, et 8,0 % de la population, vit sous le seuil de pauvreté ; 9,9 % d'entre eux ont moins de 18 ans, et 7,2 % ont 65 ans ou plus.

## Personnalités liées à la ville
- John Milton Hay, homme d'état, diplomate, journaliste et secrétaire privé d'Abraham Lincoln, élevé à Warsaw, secrétaire d'État des États-Unis de 1898 à 1905
- Benjamin F. Marsh membre du Congrès, enterré à Warsaw